# Димитровська сільська рада (Ілецький район)
Дими́тровська сільська рада (рос. Димитровский сельский совет) — сільське поселення у складі Ілецького району Оренбурзької області Росії.
Адміністративний центр — селище Димитровський.

## Населення
Населення — 1109 осіб (2019; 1250 в 2010, 1611 у 2002).

## Склад
До складу сільської ради входять:
| Населений пункт       | Населення, осіб (2002) | Населення, осіб (2010) |
| --------------------- | ---------------------- | ---------------------- |
| Братський, селище     | 166                    | 70                     |
| Димитровський, селище | 1226                   | 1128                   |
| Суходольний, селище   | 127                    | 36                     |
| Філіпповка, селище    | 92                     | 16                     |